# Kaffeberg
Kaffeberg is een buurtschap ten westen van Chevremont in de gemeente Kerkrade in de Nederlandse provincie Limburg. De naam Kaffeberg is afgeleid van cavatus mons, wat heuvel met steile hellingen betekent. De betekenis van Kaffeberg is daarmee identiek aan die van Chevremont. Nabij de buurtschap ligt het Kaffebergsbos, een hellingbos in het dal van de Anstelerbeek.
Bleijerheide · Chevremont · Eygelshoven · Gracht · Haanrade · Ham · Heilust · Holz · Hopel · Kaalheide · Kaffeberg · Kerkrade-Centrum · Locht · Mucherveld · Nulland · Rolduckerveld · Spekholzerheide · Terwinselen · Vink · Waubacherveld

Limburg: Steden en dorpen      Nederland: Provincies · Gemeenten